# Дубовани
Дубовани (слч. Dubovany) насељено је мјесто са административним статусом сеоске општине (слч. obec) у округу Пјештјани, у Трнавском крају, Словачка Република.

## Становништво
| Година:    | 1994. | 2004.   | 2014.   | 2024.    |
| ---------- | ----- | ------- | ------- | -------- |
| Број људи: | 871   | 935     | 1004    | 1107     |
| Разлика:   |       | +7,34 % | +7,37 % | +10,25 % |

| Година:    | 2023. | 2024.   |
| ---------- | ----- | ------- |
| Број људи: | 1088  | 1107    |
| Разлика:   |       | +1,74 % |

Према подацима о броју становника из 2024. године насеље је имало 1107 становника.